# Hypermobilitätssyndrom
Das Hypermobilitäts-Syndrom (HMS) ist eine heterogene Gruppe von angeborenen Störungen im Bindegewebe, welche hauptsächlich durch allgemeine Überbeweglichkeit der Gelenke in Verbindung mit Beschwerden im Muskel-Skelett-System gekennzeichnet ist; unter dem Ausschluss anderer, ursächlicher Erkrankungen (z. B. Rheuma). Obwohl die pathologische Physiologie noch nicht ganz verstanden ist, grenzt es sich gegen die isolierte Überbeweglichkeit einzelner Gelenke und andere Erkrankungen des Bindegewebes mit generalisierter Überbeweglichkeit ab, wie Marfan-Syndrom, Ehlers-Danlos-Syndrom, rheumatische Arthritis oder Osteogenesis imperfecta.

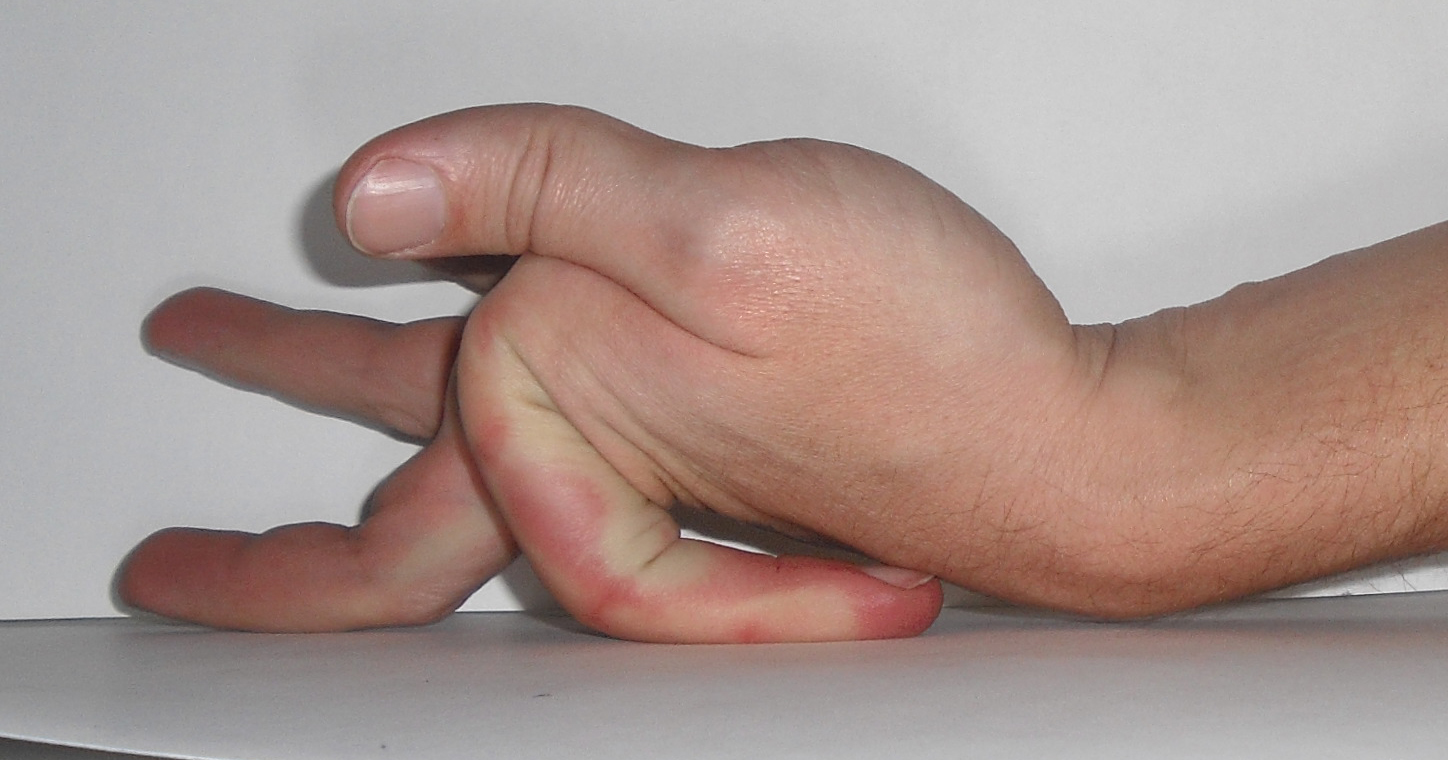
Hyperextension Zeigefinger

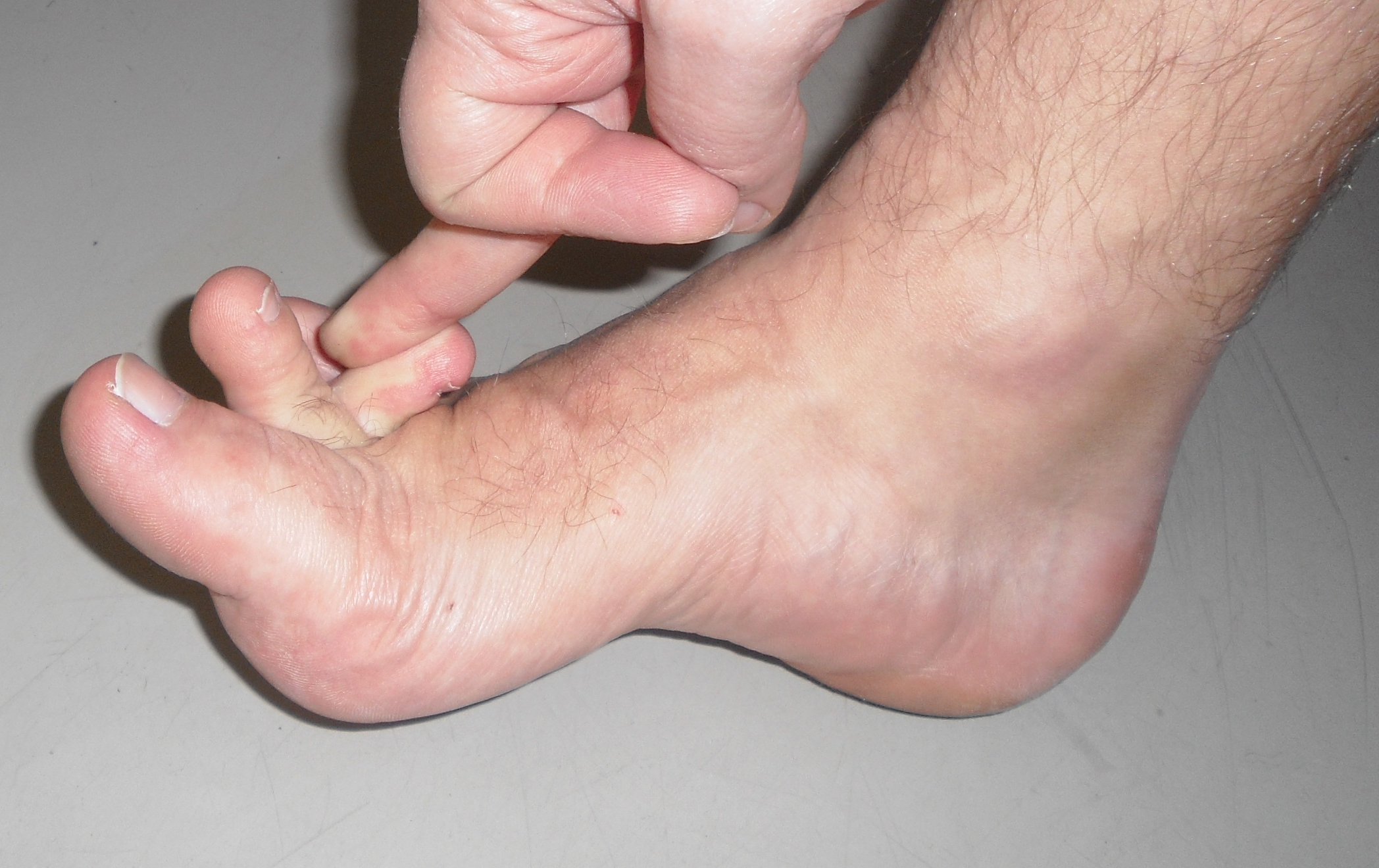
Hyperextension Zeh

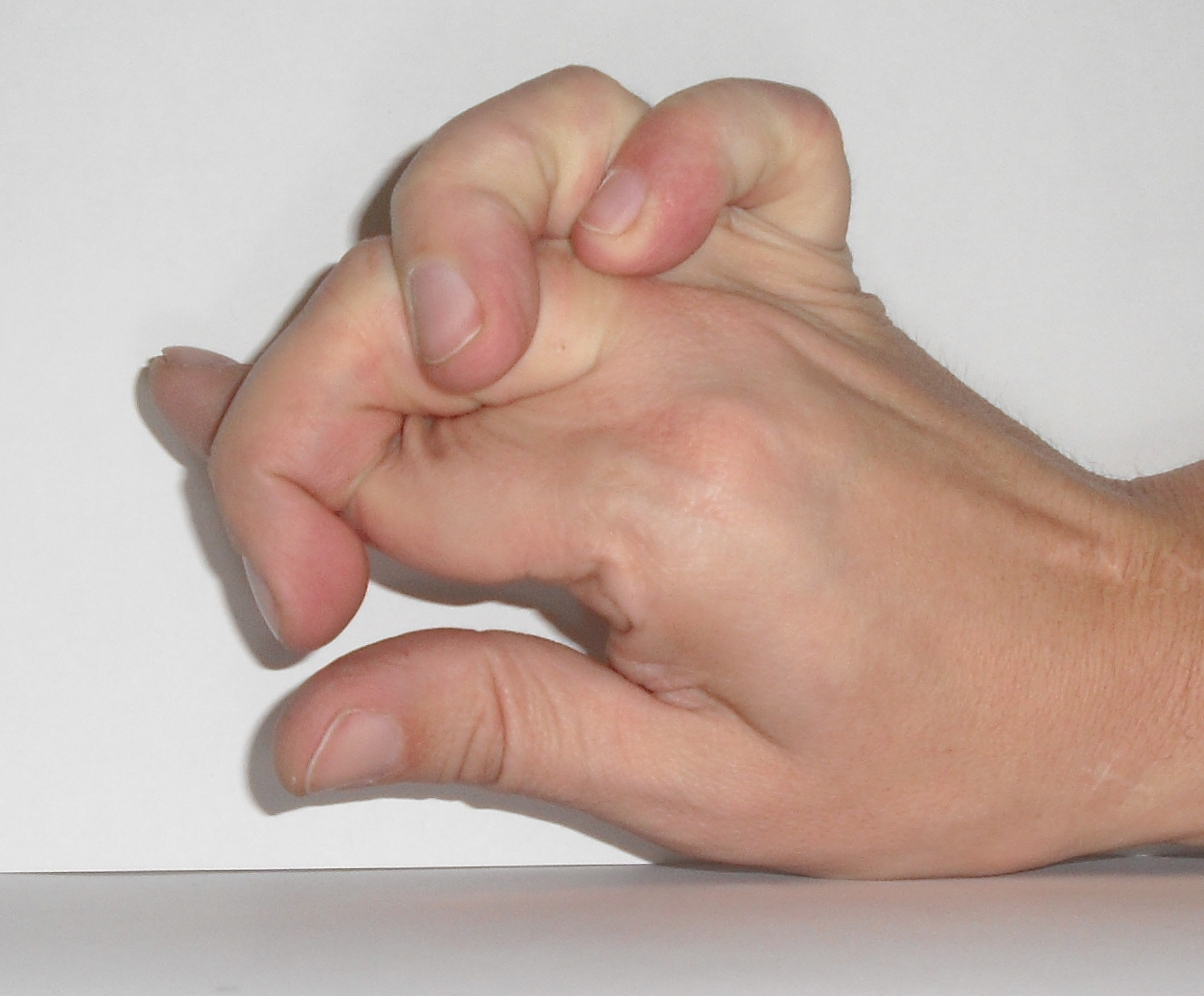
„Fingerschnecke“

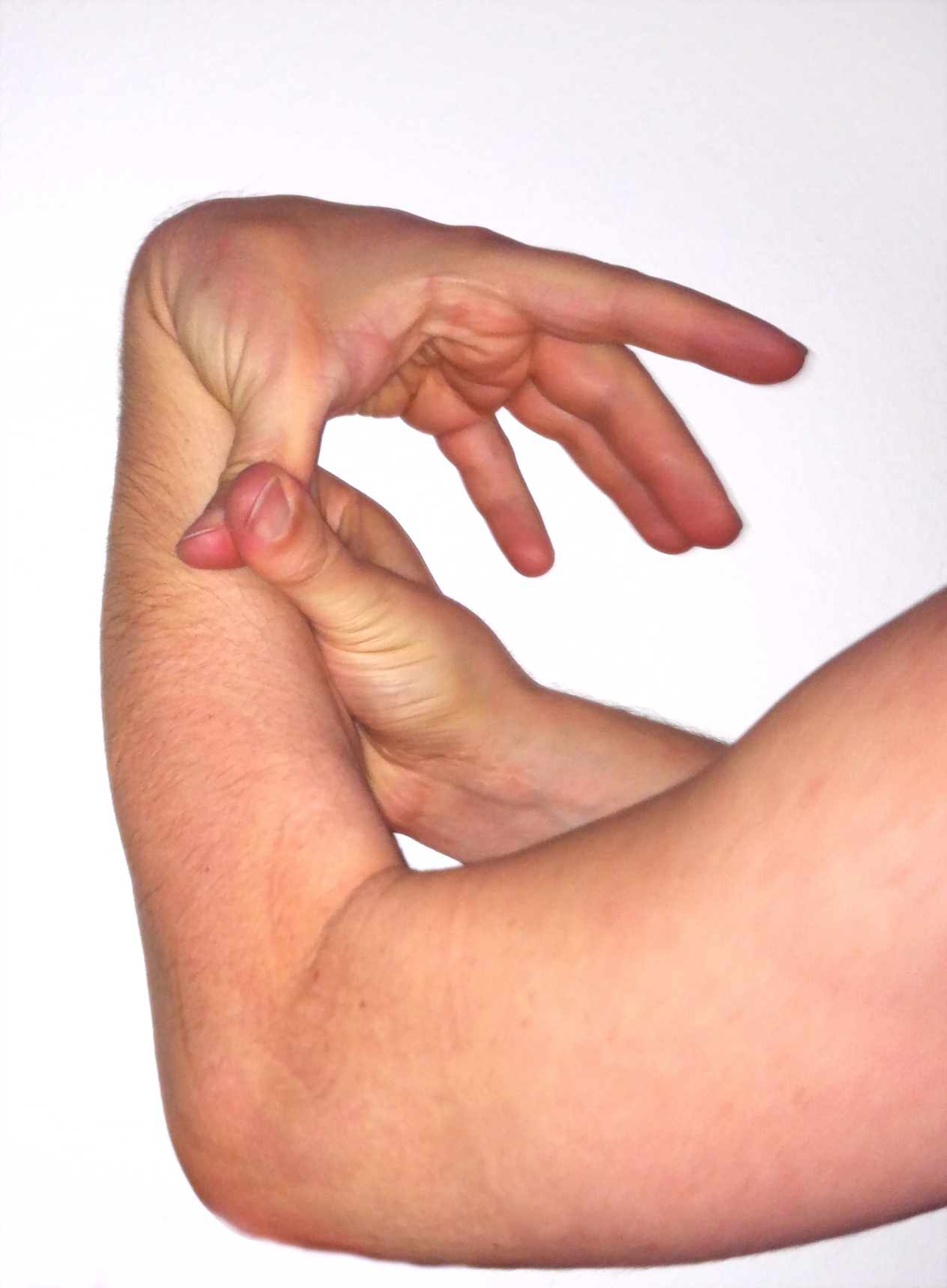
Beighton Score – Daumen erreicht Unterarm

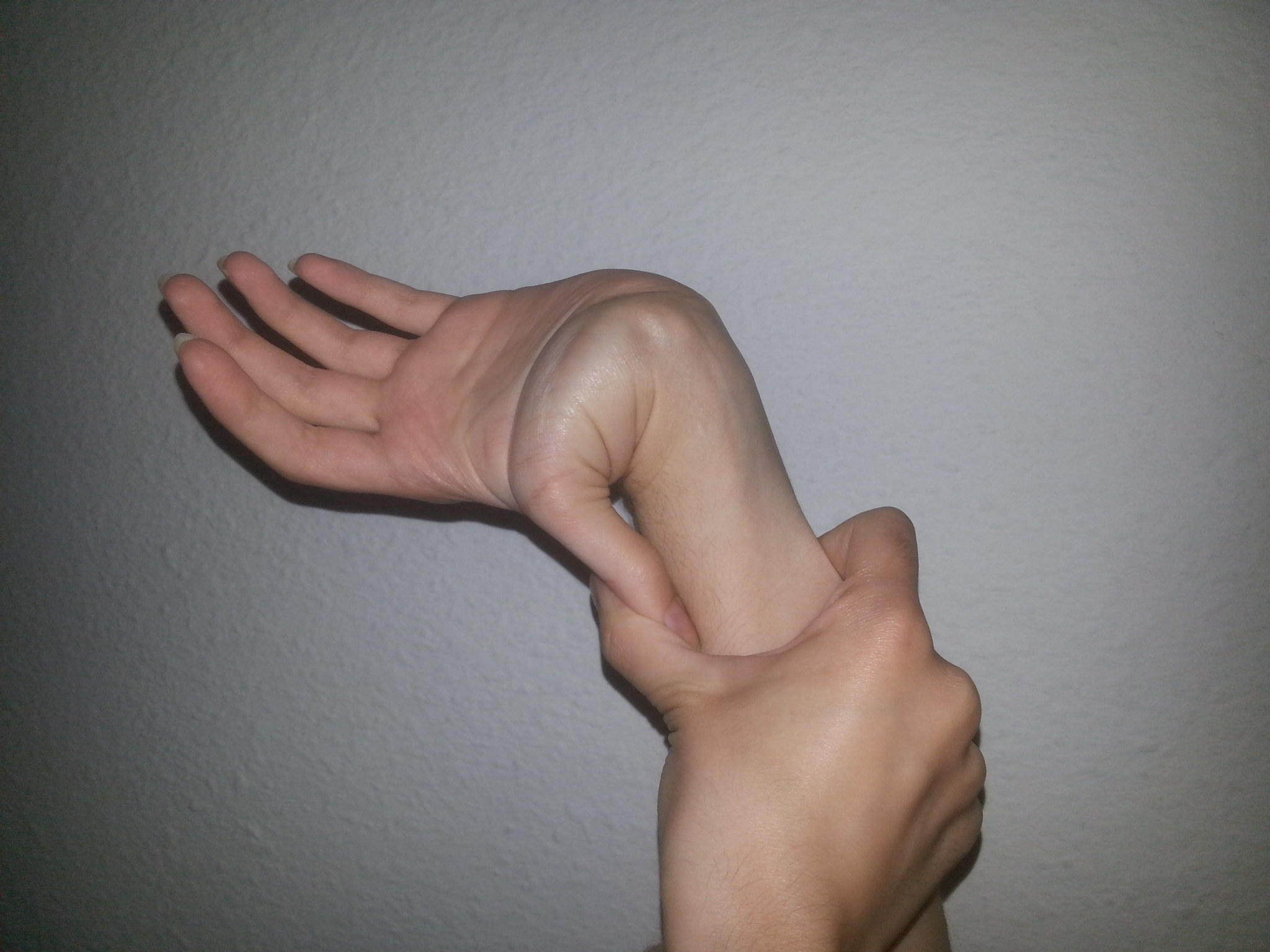
Hyperextension Daumen – Daumen erreicht den Unterarm von hinten

Es besteht ein enger Zusammenhang zwischen HMS und neurologischen Entwicklungsstörungen wie ADHS (Aufmerksamkeitsdefizit-/Hyperaktivitätsstörung) und ASS (Autismus-Spektrum-Störung).
Andere Namen für HMS
- Familiäres Hypermobilitätssyndrom
- familial articular hypermobility syndrome
- hypermobility syndrome
- hypermobility spectrum disorder
- hypermobile joint syndrome
- (gutartig) benign hypermobile joint syndrome

ohne Erfassung als Syndrom:
- Gelenk-Hyperlaxität (bsd. Schweiz)
- Gelenkhypermobilität – articular or joint hypermobility

## Geschichte
Der Name Hypermobilitäts-Syndrom geht auf die erste Veröffentlichung zurück, in der Kirk 1967 die Beschwerden von einer Gruppe ansonsten gesunden Menschen beschrieb, die anscheinend nur durch ihre Hypermobilität eine große Vielfalt an Beschwerden aufwiesen. Davor sind einzelne Berichte von ähnlichen Symptomen durch verschiedene Ärzte erfasst wurden, ohne jedoch die Ursache in der Hypermobilität allein zu definieren. 1986 wurde HMS in die Internationale Nosologie der vererbbaren Funktionsstörungen des Bindegewebes aufgenommen.

## Definition und Prävalenz
Ist ein Gelenk aktiv und/oder passiv über die durch die Gelenkmorphologie und deren bindegewebige Führung hinaus beweglich, gilt es als hypermobil. Die Abgrenzung zwischen normal und hypermobil ist fließend. Als Ursachen kommen traumatische, destruktive oder habituelle Gründe in Frage. Andererseits gibt es die polyartikuläre, überwiegend symmetrische, in Gelenkgruppen systematisierte oder ausgebreitete generalisierte artikuläre Hypermobilität.
Die Hypermobilität der Gelenke ist bei Kleinkindern physiologisch. Mit der Pubertät wird die stabilisierende Reifung der Gelenke abgeschlossen und im Alter nimmt die Beweglichkeit im Allgemeinen ab. Die generalisierte oder auch konstitutionelle Hypermobilität variiert bei Erwachsenen je nach ethnischer Zugehörigkeit. Von den Europäern erfüllen ca. 3 % die Kriterien der Hypermobilität (Beighton-Score ≥ 5). Frauen sind im Verhältnis zu Männern 3:1 bis 5:1 mehr betroffen.
| Beighton Score Screening Test zur Feststellung der Hypermobilität       |                  |
| ----------------------------------------------------------------------- | ---------------- |
| Handflächen können bei gestreckten Knien auf den Boden aufgelegt werden | 1 Punkt          |
| Überstreckbarkeit der Ellbogen um ≥10°, jeweils rechts und links        | je Seite 1 Punkt |
| Daumen berührt den Unterarm                                             | je Seite 1 Punkt |
| Überstreckung des Grundgelenkes des kleinen Fingers auf 90°             | je Seite 1 Punkt |
| Überstreckbarkeit der Kniegelenke um ≥10°                               | je Seite 1 Punkt |

Bewertung: 0–2 Punkte = nicht hypermobil; 3–4 Punkte = moderat hypermobil; ≥ 5 Punkte = generalisierte Hypermobilität
Die generalisierte Hypermobilität erscheint zunächst ohne pathologischen Stellenwert. Sie stellt als Vorzustand allerdings ein bedeutendes Krankheitspotential dar. Dieses manifestiert sich mit schmerzhaften, synovialen, kapsulären, periartikulär enthesiopathischen und muskulären Reaktionen infolge funktioneller und morphologischer Überbeanspruchung durch Instabilität, Dislokationen und traumatischer Vulnerabilität. Erst mit muskulo-skelettalen Beschwerden wie Arthralgien und Bänderschmerz wird die artikuläre Abnormalität zum Krankheitsbild des Hypermobilitätssyndroms.

Es ist nicht bekannt, wie viele Menschen unter dem Hypermobilitätssyndrom leiden.

## Diagnose
Differentialdiagnosen
- Ehlers-Danlos-Syndrom Q79.6
- Marfan-Syndrom Q87.4
- Rheumatoide Arthritis M06
- Fibromyalgie  M79.7
- Wachstumsschmerzen

Die Mehrheit der erwachsenen Bevölkerung erreicht einen Beighton Score von 0, 1 oder 2. Aber selbst eine höhere Punktzahl berücksichtigt nicht die klinische Situation. Deshalb wurden im Jahr 2000 die Beighton-Kriterien zur Feststellung eines Hypermobilitätssyndroms bei Erwachsenen vorgeschlagen. Die Sensitivität (Richtig-Positiv-Rate) und Spezifität (Richtig-Negativ-Rate) des Tests liegt mit 93 Prozent sehr hoch (vgl. Grahame R.).
Hauptkriterien
- Beighton Score ≥ 4 (aktuell oder historisch)
- Arthralgien länger als 3 Monate in 4 oder mehr Gelenken

Nebenkriterien
- Beighton Score 1,2 oder 3/9 (0, 1,2 oder 3/9 bei >50 Jahre)
- Arthralgien länger als 3 Monate in 1 bis 3 Gelenken oder Rückenschmerzen, Spondylolisthesis, Spondylarthrose
- (Sub)Luxationen in mehr als einem Gelenk oder mehrmals in einem Gelenk bei verschiedenen Anlässen
- Weichteilrheuma an mehr als 3 Stellen (z. B. Tennisellenbogen, Sehnenscheidenentzündung, Schleimbeutelentzündung)
- Marfanoider Habitus (groß, schlank, Verhältnis Armspanne zu Körpergröße > 1.03, Unterkörperverhältnis < 0.89, Spinnenfingrigkeit)
- Anormale Haut (Dehnungsstreifen, dünne, abziehbare Haut, Zigarettenpapiernarben)
- Augenanzeichen (hängende Lider, antimongoloide Augenachse)
- Krampfadern, Hernien, Gebärmutter-/ oder Mastdarmvorfall

Die Diagnosestellung Hypermobilitätssyndrom erfolgt bei der Präsenz von:
- 2 Hauptkriterien oder
- 1 Hauptkriterium und 2 Nebenkriterien oder
- 4 Nebenkriterien oder
- 2 Nebenkriterien und positiver Familienhistorie im  ersten Grad

Hypermobilitätssyndrom vs. EDS hypermobiler Typ (EDS III)

Derzeit sind die klinischen Kriterien, welche für das Hypermobilitätssyndrom und für die hypermobile Variante von EDS gelten, unspezifisch und für beide Seiten nicht exklusiv. Deshalb vertreten einige Ärzte und Wissenschaftler die Auffassung, dass das Hypermobilitätssyndrom eine milde Variante des hypermobiler Typs von EDS darstellt.

## Prognose
Der Beginn der Beschwerden beim Hypermobilitätssyndrom variiert bei den Betroffenen und ist ebenso vielfältig wie die Symptome. Früheste Erscheinungsform ist bei Kleinkindern mit Schwierigkeiten beim Laufenlernen. Eine zweite Gruppe erlebt die ersten Probleme während der Pubertät bzw. der späten Wachstumsphase. Das späteste Auftreten wird meist in den dreißiger Jahren der Betroffenen verzeichnet, wenn nach einer Veränderung der Lebensumstände oder nach einem Unfall erste ernsthafte Symptome auftreten. Für alle gilt aber, dass die Krankheit meist einen progressiven, fortschreitenden Verlauf nimmt und nicht selten als eine Abwärtsspirale wahrgenommen wird. Zwar ist allgemein bekannt, dass Hypermobilität mit zunehmendem Alter nachlässt. Für die Beschwerden beim Hypermobilitätssyndrom muss das allerdings nicht gelten.
Die Lebenserwartung ist normal, wenn man von den wenigen Fällen mit starker Gefäßbeteiligung absieht. Die Lebensqualität ist durch die auftretenden Schmerzen und Funktionseinschränkungen aber deutlich eingeschränkt.
Es gibt zurzeit weder in der Ursache noch in den Symptomen eine Behandlung der Erkrankung. Forschungsprojekte untersuchen die Muskelfunktionen bei hypermobilen Personen. Andere befassen sich mit den Unterschieden/Gemeinsamkeiten des Hypermobilitätssyndrom und EDS hypermobile Variante. In näherer Zukunft sind allerdings keine Durchbrüche zu erwarten.

## Therapie
Eine kausale Therapie für das Hypermobiltätssyndrom steht nicht zur Verfügung. Es zeigen sich jedoch bei den vier Beschwerdegruppen: orthopädische Probleme, Auswirkungen auf das Nervensystem, Blutgefäßveränderungen und Schmerzbehandlung signifikante Besonderheiten gegenüber den klassischen therapeutischen Herangehensweisen.

### Orthopädische Probleme
Das besondere Merkmal ist die Häufigkeit und die Schwere von orthopädischen Problemen beim Hypermobilitätssyndrom, die orthopädische Korrekturen, Hilfsmittelversorgung und weiterführende Behandlungen öfter notwendig werden lassen. Bei der operativen Versorgung ist eine generelle Zurückhaltung angeraten, da einerseits besonders Bänderraffungen o. ä. häufig nicht den gewünschten langfristigen Erfolg versprechen und andererseits die Narbenbildung im Gewebe und der Haut gestört sein kann. In der Physiotherapie steht der Aufbau bzw. die Sicherung der Tiefenstabilität im Vordergrund. Haltungskontrolle, -korrektur und -training auch und insbesondere mit Wassertherapie nehmen einen großen Stellenwert ein. Ein Muskelaufbau im klassischen Sinne ist dagegen eher kontraproduktiv, weil dadurch keine Stabilität aufgebaut wird und sogar gegenteilige Wirkung erzielt werden könnte. Tai Chi, Pilates, spezielle Atemübungen und andere sanfte Trainingsformen sind unter Vermeidung von Überstreckungen zu bevorzugen. Kontaktsportarten sind genauso zu meiden wie lang anhaltende, ausdauernde oder sich oft wiederholende Tätigkeiten im Alltag. Darüber hinaus sind Kenntnisse und Techniken zur Bewegung innerhalb der mittleren Bewegungsspanne notwendig.
Obwohl die Beeinträchtigung des Nervensystems nicht direkt im Vordergrund der Erkrankung steht, gibt es doch häufig ernsthafte Komplikationen. Es können Nervenabklemmungen durch Muskelverspannungen oder Wirbelgleiten genauso auftreten wie Nervendehnungen durch Überbeweglichkeit mit einhergehenden Lähmungserscheinungen oder Gefühlsstörungen. Für die Therapie ist zu berücksichtigen, dass diese Erscheinungen bei hypermobilen Menschen ganz ohne Trauma auftreten können und bei wiederholtem Auftreten ebenfalls Strategien zur Verhinderung angewendet werden sollten, z. B. Verwendung von Halskrause oder Nackenkissen o. ä.

### Blutgefäßveränderungen
Nicht nur beim EDS vaskulärer Typ treten gehäuft Schlaganfälle oder Durchblutungsstörungen im Gehirn auf, sondern auch beim EDS hypermobiler Typ und dem Hypermobilitätssyndrom. Insofern ist bei allen diesen Betroffenen eine erhöhte Vorsicht und eine gesteigerte Sensibilität bei der Erkennung von Frühsymptomen angezeigt.

### Schmerzbehandlung
Beim Hypermobiltätssyndrom sind Schmerzen neben den Funktionseinschränkungen das die Lebensqualität am meisten einschränkende Phänomen. Sie treten neben den direkten Schmerzen bei Verstauchungen, Ausrenkungen etc. auch ohne Trauma und trotz negativer Befunde bei bildgebenden Verfahren in Gelenken, Sehnen und Muskeln auf. Eine Theorie geht von einer Minderversorgung der Muskelzellen mit Sauerstoff aus, die dann direkt mit Verspannungen auf die Muskelansätze und die Gelenke wirkt. Eine umfassende Schmerztherapie ist beim Auftreten von chronischen Schmerzen einer Selbstmedikation mit nichtopioiden Medikamenten wegen der langfristigen Nebenwirkungen vorzuziehen. Es stehen dann neben den nichtmedikamentösen Mitteln (Gesprächstherapie, Entspannungstechniken) auch schwache Opiate (Tilidin, Codein und Tramadol) oder sogar starke Opiate sowie eine Kombination mit schmerzlindernden Antidepressiva zur Verfügung.

### Verhaltenstraining
Das Wissen um die Krankheit, deren Ursachen und um Strategien, die Auswirkungen zu minimieren, nimmt einen entscheidenden Platz in der Therapie ein. Nur so können sich Betroffene bewusst bewegen, Fehlhaltungen vermeiden, Hilfsmittel gezielt unterstützend einsetzen und vieles mehr. Es ist ein lebenslanger Prozess, der täglich Aufmerksamkeit erfordert. So lautet der Rat für den Alltag: Traumata vermeiden und sich ständig in der Mitte der Beweglichkeitsspanne aufhalten (keine Endstellungen von Gelenken). Dehnen, so sehr es auch für den Einzelnen erstrebenswert scheint, sollte vermieden werden.
Darüber hinaus muss jeder Betroffene seine eigene Strategie entwickeln, da die Beschwerden und Symptome unterschiedlich in Art und Ausprägung sind und es keine allgemeingültigen Rezepte gibt. Ein permanenter Ansprechpartner aus dem medizinischen Bereich ist für die stetige Problembewältigung sehr hilfreich.

### Ärzte und Therapeuten
Das Wissen um das Hypermobilitätssyndrom als Bindegewebskrankheit mit den verschiedenen Auswirkungen auf Patienten ist bei Ärzten und Therapeuten wenig verbreitet. Bisher wird nur in Ausnahmefällen schon in der Ausbildung darauf eingegangen und ist somit weitgehend unbekannt. Dabei ist die Früherkennung essentiell für eine frühzeitige Umstellung der Lebensweise der Betroffenen.